# NCC Industry
NCC Industry A/S er en dansk asfaltvirksomhed og et datterselskab til NCC Industry Nordic (en del af NCC). De arbejder inden for kerneområderne råstofindvinding, asfaltproduktion og udlægning. Råstofferne udvindes fra egne grusgrave og stenbrud. Asfalten produceres på egne asfaltfabrikker. Udlægningen finder sted med egne entreprenørmaskiner over hele Danmark. NCC driver 23 grusgrave og søpladser fordelt over det meste af Danmark og har derudover landets eneste granitskærvebrud på Bornholm. 
Virksomheden har ca. 600 ansatte med hovedkvarter i Trige ved Aarhus. Deres årsomsætning var i 2023 på 1,7 mia. danske kroner. Selskabet blev etableret i 2002 og var indtil 2016 navngivet NCC Roads.